# Stephanollona orbicularis
Stephanollona orbicularis is een mosdiertjessoort uit de familie van de Phidoloporidae. De wetenschappelijke naam van de soort is voor het eerst geldig gepubliceerd in 1881 door Hincks.